# Saturnino Carod Lerín
Saturnino Carod Lerín (Moneva, Campo de Belchite, 21 de febrer de 1903 – Barcelona, 7 de març de 1988) fou un dirigent anarcosindicalista aragonès, oncle de Josep-Lluís Carod-Rovira.

## Biografia
Pertanyia a una família camperola i es traslladà a Saragossa i a Barcelona a treballar en la construcció. Allí es va afiliar a la CNT i va aprendre a llegir i escriure. Durant la dictadura de Primo de Rivera es va exiliar a França, d'on va tornar arran l'amnistia després de la proclamació de la Segona República Espanyola. Cap al febrer de 1936 formà part del Comitè Regional d'Aragó de la CNT i juntament amb Florentino Galván fou encarregat d'organitzar als pagesos de Vall-de-roures (Matarranya).
El cop d'estat del 18 de juliol de 1936 el va sorprendre a Saragossa, on era secretari de propaganda del Comitè Regional. El 19 de juliol aconseguí fugir a Tortosa, on va formar la Columna Carod-Ferrer amb el comandant de la guàrdia civil José Ferrer Bonet, el setembre s'integrarien en la Columna Sud-Ebre d'Antoni Ortiz Ramírez. Va participar en l'alliberament d'Alcanyis, Casp, Calanda, Alcorisa i Moneva, on salvà de l'afusellament al capellà Enrique Guallar, amic de la infantesa. També col·laborà a Nuevo Aragón, òrgan del Consell Regional de Defensa d'Aragó.
Els fets de maig de 1937 el van sorprendre a Barcelona, on estava al comandament de la 25a Divisió. La fi de la guerra civil espanyola el va sorprendre a Alacant. Fou detingut i internat al camp de concentració d'Albatera, d'on es fugà el maig de 1939 amb dos companys més. Marxà a França, on fou internat fins a finals de 1940. Aleshores es va unir al grup de Francisco Ponzán Vidal col·laborant amb la Resistència francesa en la lluita contra els nazis.
Cap al gener de 1941 va tornar a Espanya, on va fer d'enllaç entre el Comitè Nacional de la CNT de Manuel Amil Barciá i el Secretari General de la CNT Celedonio Pérez Bernardo. El 7 d'agost de 1941 fou detingut a Barcelona quan feia una missió d'enllaç entre València, Madrid i Barcelona, potser delatat per l'infiltrat Eliseu Melis Díaz, de qui sospitava que era un traïdor. Fou jutjat i condemnat a mort en consell de guerra a Madrid l'11 d'octubre de 1949, però la declaració a favor seu d'Enrique Guallar (que havia estat exiliat a Épila per les autoritats franquistes) va fer que li commutessin la pena per 25 anys de presó. Fou tancat a les presons de Figueres, model de Barcelona i Sant Miquel dels Reis fins que fou alliberat a finals de 1960. Es va establir a Barcelona, on fou detingut novament l'octubre de 1961 i el 1962. El 1965 participà en l'afer del cincpuntisme. El febrer de 1976 participà en el Congrés de Sants pel que es va reconstituir la CNT.